# Kolej Wrocławsko-Świdnicko-Świebodzicka
Towarzystwo Kolei Wrocławsko-Świdnicko-Świebodzickiej (niem. Breslau–Schweidnitz–Freiburger Eisenbahngesellschaft, w skrócie BSFE) – prywatna spółka kolejowa w Prusach, założona w celu wybudowania i eksploatacji linii kolejowej łączącej Wrocław z bogatym w surowce Przedgórzem Sudeckim.
Działalność przedsiębiorstwa skoncentrowała się wokół budowy i eksploatacji linii kolejowych, umożliwiających wywóz węgla kamiennego z okolic Wałbrzycha w kierunku Wrocławia oraz Bałtyku. Spółka prowadziła zarówno pociągi pasażerskie, jak i towarowe.
Przedsiębiorstwo, podobnie jak większość pruskich kolei prywatnych powoływanych na mocy ustawy z 1830 r., zostało upaństwowione w 1884 r., po czym zlikwidowane i włączone w struktury pruskich kolei państwowych 1 lipca 1886 r.

## Historia

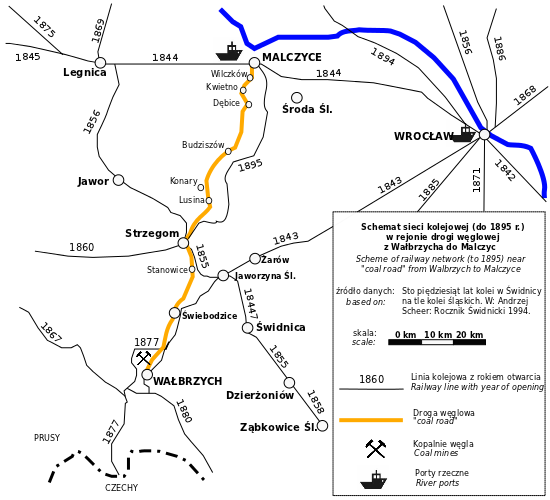
Schemat sieci kolejowej (do 1895 r.) w rejonie tzw. drogi węglowej z Wałbrzycha do Malczyc

### Geneza
Bezpośrednią przesłanką utworzenia Kolei Wrocławsko-Świdnicko-Świebodzickiej była potrzeba połączenia Przedgórza Sudeckiego, w połowie XIX wieku najbardziej uprzemysłowionego rejonu Dolnego Śląska, z Wrocławiem i innymi rynkami zbytu. Dotychczasowy transport zaprzęgami konnymi, po tzw. drogach węglowych z XVIII wieku, z biegiem czasu stał się niewystarczający.

W 1816 r. Pruski Zarząd Górnictwa, zlecił Johannowi Friedrichowi Krigarowi z Królewskiej Odlewni Żeliwa w Berlinie budowę parowozu zębatego, w oparciu o wcześniejsze obserwacje pierwszych udanych angielskich parowozów Salamanca. Wiosną tego samego roku Królewski Wyższy Urząd Górniczy dla Śląska (niem. Königliches Oberbergamt für Schlesien) postulował władzom centralnym zastosowanie wynalazku do transportu węgla z zagłębia wałbrzyskiego w stronę portu w Malczycach. Gotowa maszyna Krigara – pierwszy parowóz na kontynencie europejskim zbudowany poza Anglią – po prezentacji na pokazach w Berlinie, został przewieziony do Chorzowa, gdzie miał służyć Hucie Królewskiej. Jednak, kiedy po ponownym złożeniu lokomotywy po uprzednim demontażu na czas transportu, nie dało się jej uruchomić, prace nad wdrażaniem techniki kolejowej uległy wstrzymaniu. 

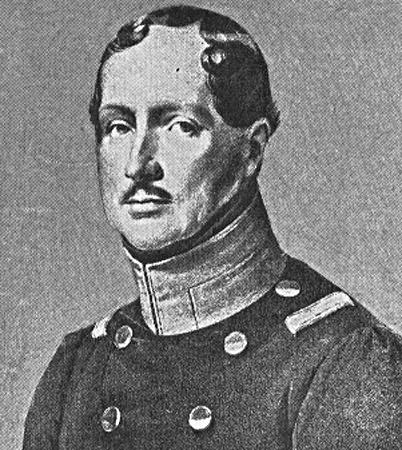
Fryderyk Wilhelm III

Nie bez znaczenia była również nieprzychylność wobec kolei konserwatywnego, na ogół wywodzącego się z ziemiaństwa, otoczenia króla Fryderyka Wilhelma III, panującego w Prusach do 1840 r, jak i nieprzekonanie samego władcy do praktyczności wynalazku. Król tak miał skomentować propozycję budowy pierwszego, jak się później okazało, połączenia kolejowego w Prusach:

Bzdura! Nie pojmuję, jak mógłby kogoś uszczęśliwić fakt, iż przybędzie [z Berlina] do Poczdamu parę godzin szybciej?

Zadłużone państwo pruskie, nieufne wobec nowego wynalazku, nie było zainteresowane jego wprowadzeniem, rozwijając żeglugę śródlądową oraz sieć dróg bitych. Docierające na przełomie lat 20. i 30. XIX wieku do kapitalistów z uprzemysłowionych rejonów Prus wieści o sukcesach George Stephensona i rozwoju kolejnictwa w Wielkiej Brytanii sprawiły, że niezadowolenie z dotychczasowych form transportu rosło, zaś naciski na władze królewskie, dążące do umożliwienia budowy kolei w Prusach, nasiliły się.

### Powołanie spółki
W 1830 roku, wśród trzech oficjalnie przedstawionych władzom w Berlinie projektów połączeń wychodzących z Wrocławia (w kierunku stolicy Prus oraz Górnego Śląska), znalazł się również wniosek wrocławskich kupców, domagających budowy połączenia Świebodzic z Malczycami i Wrocławiem. Grupie przewodniczył nieznany z imienia Friesner, który zmarł niedługo po swoim wystąpieniu. Minister stanu Rother, stojący na czele Urzędu do spraw Handlu, Produkcji i Budownictwa w Ministerstwie Spraw Wewnętrznych, odrzucił wniosek z powodu niedostatecznie opracowanych podstaw ekonomicznych. Co więcej, władze państwowe wobec ograniczonych wówczas środków skłaniały się ku zaangażowaniu finansowemu w budowę linii Wrocław – Berlin, natomiast projekt grupy Friesnera uznano za lokalny.
Kolejne lata przyniosły inne, nie brane poważnie pod uwagę, pomysły realizacji połączenia: z wykorzystaniem kolei linowej, bądź konwencjonalnej, ale trasą okólną przez Olbrachtowice, Sobótkę i Świdnicę.
W 1835 roku w Prusach popularna stała się idea połączenia najkrótszą drogą portów nad Bałtykiem z portami nad Morzem Adriatyckim. Pomysł został podchwycony przez inicjatorów budowy kolei świebodzickiej, jako szansa na powodzenie przedsięwzięcia. W marcu 1837 r., pod przewodnictwem zaangażowanego w inwestycje kolejowe fabrykanta Gustava Heinricha von Ruffera, kupcy z Wrocławia i Świebodzic powołali w stolicy Dolnego Śląska komitet budowy kolei.

Zapisy na akcje towarzystwa rozpoczęto w styczniu 1841 r. Towarzystwo napotkało początkowo pewne kłopoty w zgromadzeniu funduszy na budowę, z powodu konkurencji Kolei Górnośląskiej, która cieszyła się większym zainteresowaniem inwestorów (625 akcjonariuszy BSFE, wobec 1089 udziałowców OSE). W drodze sprzedaży akcji udało się zdobyć połowę przewidzianego kapitału założycielskiego, tj. 1,25 mln talarów. 

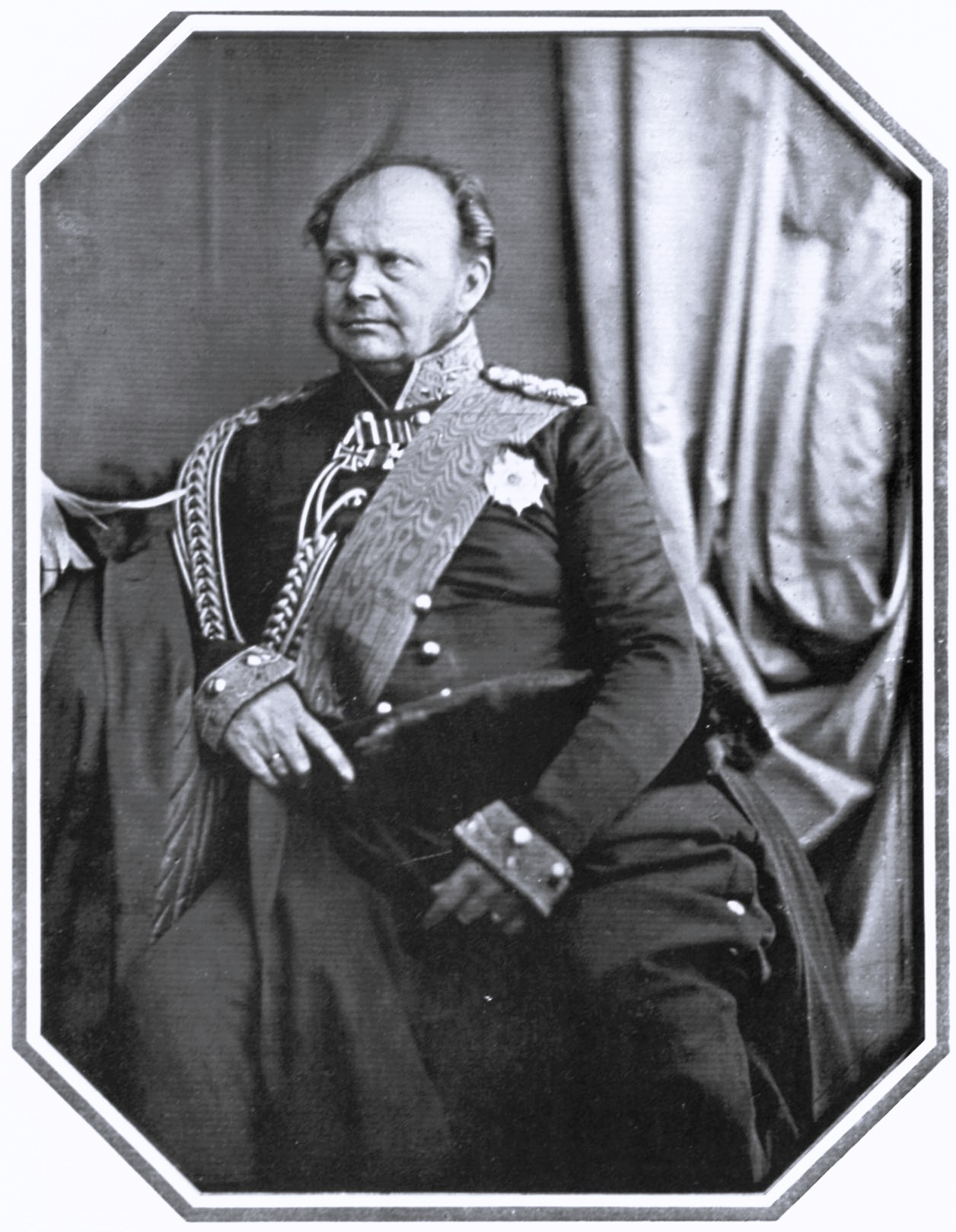
Fryderyk Wilhelm IV

Brakującą kwotę udało się pożyczyć od Królewskiego Instytutu Handlu Morskiego. 9 października 1841 roku nowy król pruski, Fryderyk Wilhelm IV zezwolił na zawiązanie spółki i rozpoczęcie wstępnych prac, natomiast w dniach 16 i 17 marca 1842 r. odbyło się zebranie założycielskie, na którym uchwalono statut i wybrano władze Towarzystwa Kolei Wrocławsko–Świdnicko–Świebodzickiej (niem. Breslau–Schweidnitz–Freiburger Eisenbahngesellschaft, w skrócie BSFE). Dyrektorem Towarzystwa został Ruffer, a wśród akcjonariuszy znalazł się m.in. właściciel Książa, hrabia Jan Henryk XI von Hochberg, miejscowa arystokracja, kupcy i magnateria.

### Projekt i budowa linii Wrocław – Świebodzice

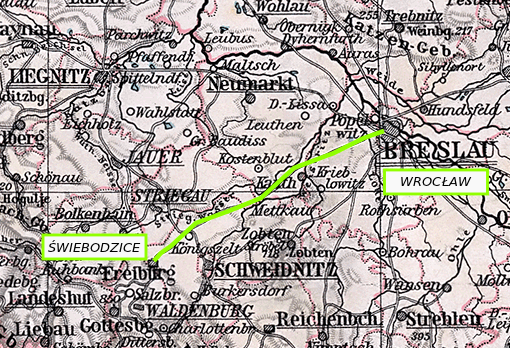
Przebieg linii Wrocław – Świebodzice

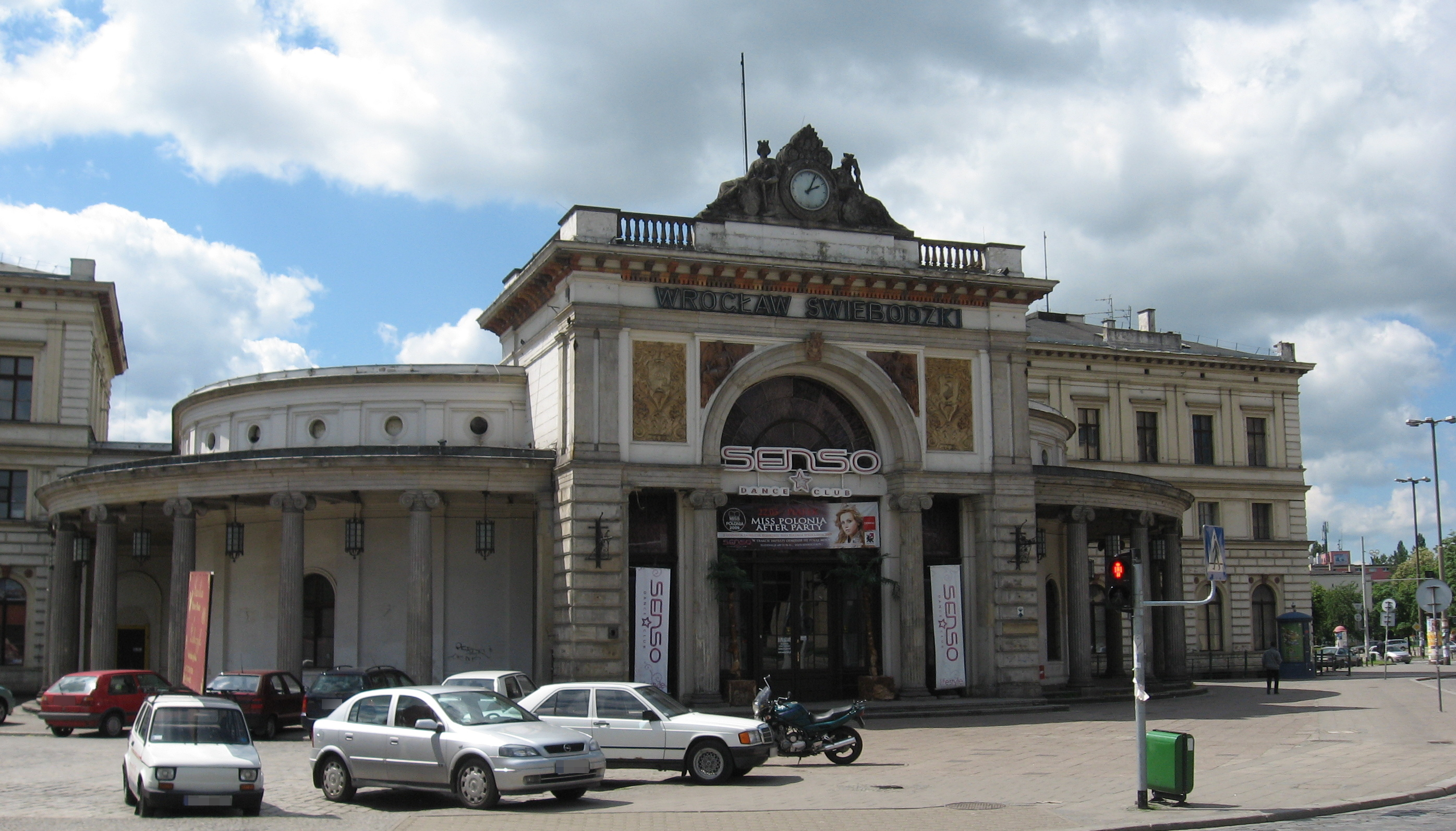
Wrocław Świebodzki

Pierwotnie rozważana była koncepcja jednego z najpoważniejszych udziałowców Towarzystwa, świebodzickiego fabrykanta Kramsta, uchodzącego wówczas za najbogatszego dolnoślązaka. Kramsta optował za wybudowaniem linii ze Świebodzic do Środy Śląskiej, jako odgałęzienia od planowanego wówczas szlaku z Wrocławia do Berlina, ostatecznie wybudowanego w latach 1844–1847 przez Kolej Dolnośląsko-Marchijską. Po odrzuceniu takiego wariantu, ostatecznie przyjęto przebieg linii zbliżony do obecnego – przez Kąty Wrocławskie i Imbramowice. Techniczne prace przygotowawcze wykonali inżynier oficer von Köckritz i główny inżynier Zimpel. Projekt doprecyzował w 1841 r. nadinżynier Aleks Cochius, pozyskany przez Towarzystwo wcześniejszy budowniczy linii kolejowej Berlin – Anhalt, trasując połączenie niemal w linii prostej, z zakończeniami stacjami czołowymi.

Herb Jaworzyny Śląskiej upamiętnia związek powstania miasta z budową węzła kolejowego

Roboty ziemne przy trasie Wrocław – Świebodzice przeprowadzono w roku 1842, następnie w półtora roku, do 1843 r. zbudowano torowisko, używając do tego m.in. szyn sprowadzanych z Anglii i transportowanych ze Szczecina barkami przez Odrę do portu Malczyce. Prace trwały jednocześnie na całym odcinku, a budowę zaangażowano blisko 2000 robotników. Przewozy pasażerskie na linii Wrocław – Świebodzice uruchomiono 29 października 1843 r., natomiast towarowe 1 stycznia 1844 r.

### Przedłużenie linii do Wałbrzycha Fabrycznego
Projektowane dla osiągnięcia maksymalnych zysków z inwestycji połączenie z Wałbrzychem nie zostało zrealizowane przez osiem lat od doprowadzenia linii do Świebodzic. Na przeszkodzie, oprócz ogólnego kryzysu na rynku finansowym skutkującego trudnością z pozyskaniem kapitału, stanął opór władz rejencji legnickiej wobec wydania koncesji na dalszy odcinek. Sprzeciw motywowano, między innymi, ochroną interesów portu w Malczycach oraz obawami o bezrobocie wśród woźniców i przyszłe ceny węgla. Połączenie udało się zrealizować dopiero w latach 1851–1853 i uruchomić odcinek Świebodzice – Wałbrzych Fabryczny 15 lipca 1853 r.

### Budowa połączenia do Świdnicy i powstanie miejscowości Jaworzyna Śląska
Ominięcie Świdnicy podczas trasowania głównego szlaku i decyzja o połączeniu miasta odgałęzieniem w od linii wrocławsko–świebodzickiej wynikły prawdopodobnie ze statusu twierdzy, jaki Świdnica posiadała do 1866 r. i trudności w negocjacjach z wojskiem. Inną przypuszczaną w literaturze przyczyną jest silne zaangażowanie kapitałowe w spółce kupców świebodzickich, którym zależało na jak najprostszym połączeniu z Wrocławiem. Ostatecznie, linia do Świdnicy została zaprojektowana jako odnoga odbijająca pod kątem prostym na południe od linii głównej poza dotychczasową siecią osadniczą, w pobliżu Starego Jaworowa. Projekt przesłano do akceptacji władz w 1843 r. Dekretem królewskim z 1 września 1843 roku uroczyście wyznaczono przy mającym powstać węźle kolejowym teren pod nową miejscowość, dzisiejsze miasto Jaworzyna Śląska. Miejscowość otrzymała osobliwą nazwę Königszelt (Królewski Namiot), dla upamiętnienia faktu stacjonowania w pobliskich Bolesławicach podczas wojny 1761 r. obozu wojskowego króla Fryderyka Wielkiego, oczekującego natarcia połączonych wojsk austriacko–rosyjskich.
Pociągi na liczącej 10 km trasie Jaworzyna Śląska – Świdnica, skomunikowane z pociągami Świebodzice – Wrocław, uruchomiono 21 lipca 1844 r.

### Dążenia do budowy połączenia Bałtyk – Adriatyk
Po otwarciu linii do Świdnicy, nadal aktualna pozostawała sprawa uzyskania połączenia z kolejami austriackimi. Najkrótsze połączenie Bałtyku z Adriatykiem zamierzano uzyskać poprzez przedłużenie linii z jednej strony przez Ząbkowice i Kłodzko do granicy w Międzylesiu, z drugiej natomiast w kierunku Głogowa, Zielonej Góry i Szczecina do Świnoujścia. Wiosną 1843 roku, opierając się na projekcie z 1841 r., podjęto próbę uzyskania koncesji na budowę pełnej trasy, nieudaną z uwagi na odmowną odpowiedź państwa. Po ponownym niepowodzeniu w uzyskaniu koncesji, postanowiono mimo wszystko realizować przedsięwzięcie na własny koszt, niewielkimi etapami. Odcinek Świdnica – Dzierżoniów rozpoczęto budować w 1852 r. i oddano do użytku 24 listopada 1855 r. Miesiąc wcześniej, 25 października 1855 r. oddano do użytku przedłużenie linii w przeciwnym kierunku, z Jaworzyny Śląskiej do Strzegomia, a rok później, 16 grudnia 1856 roku, doprowadzono linię ze Strzegomia do dworca Kolei Dolnośląsko-Marchijskiej w Legnicy, zapewniając po drodze dostęp do kolei miastu Jawor, o co usilnie zabiegał tamtejszy samorząd.

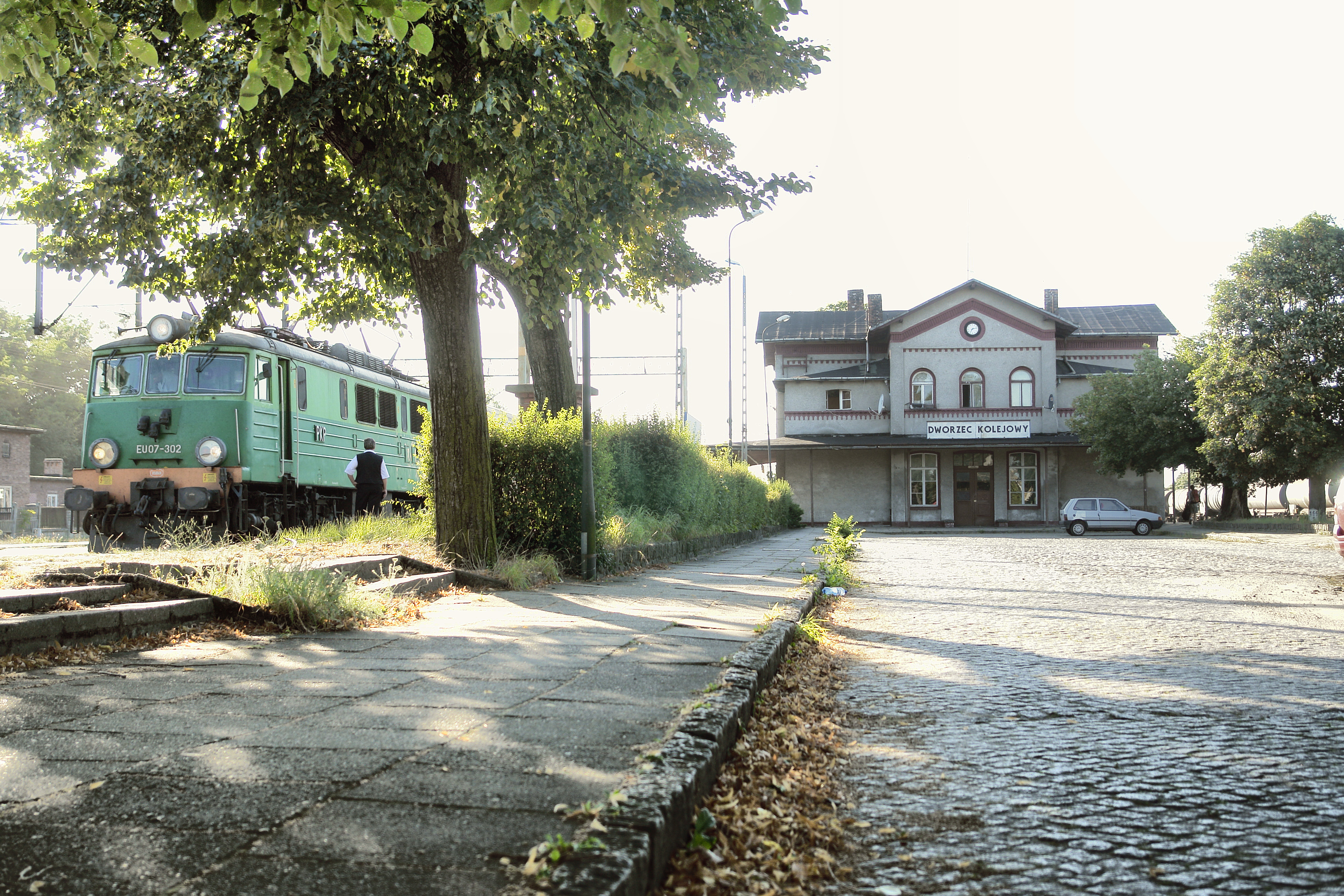
Stacja kolejowa w Czerwieńsku (widok współczesny)

Plany rozbudowy linii na północ od Legnicy, stwarzające potencjalną konkurencję w przewozach w kierunku Berlina, napotkały na zdecydowany opór ze strony zarządu upaństwowionej już wówczas Kolei Dolnośląsko–Marchijskiej. Nowa linia Kolei Wrocławsko-Świdnicko-Świebodzickiej, poprzez węzeł kolejowy w Czerwieńsku, miała uzyskać połączenie z linią Kolei Marchijsko–Poznańskiej, co stanowiło zagrożenie interesów państwowego operatora, prowadzącego przewozy z Wrocławia do Berlina przez Legnicę i Węgliniec. Na budowę linii zezwolono dopiero na przełomie lat 60. i 70. XIX w., kiedy – wówczas już również kontrolowana przez państwo Kolej Górnośląska – wyprzedziła BSFE w staraniach o połączenie Pomorza z Wiedniem, posiadając linie: z Międzylesia do Wrocławia (wybudowana w latach 1871-1875), połączoną ze starszą linią z Wrocławia do Poznania (budowa 1856) oraz kontrolując Kolej Poznańsko–Stargardzką, natomiast Kolej Dolnośląsko–Marchijska zbudowała już skracające drogę połączenie do Żar.
Kolej Wrocławsko–Świebodzicka oddawała linię w kierunku północnym etapami: do Lubina 25 grudnia 1869 r., do Głogowa 9 stycznia 1871 r, do Czerwieńska 1 października 1871 r, do Rzepina 1 maja 1874 r, do Kostrzyna 2 stycznia 1875 r, do Chojny 16 listopada 1876 r. i, w końcu, do Szczecina (Dworzec Wrocławski) 15 maja 1877 r.

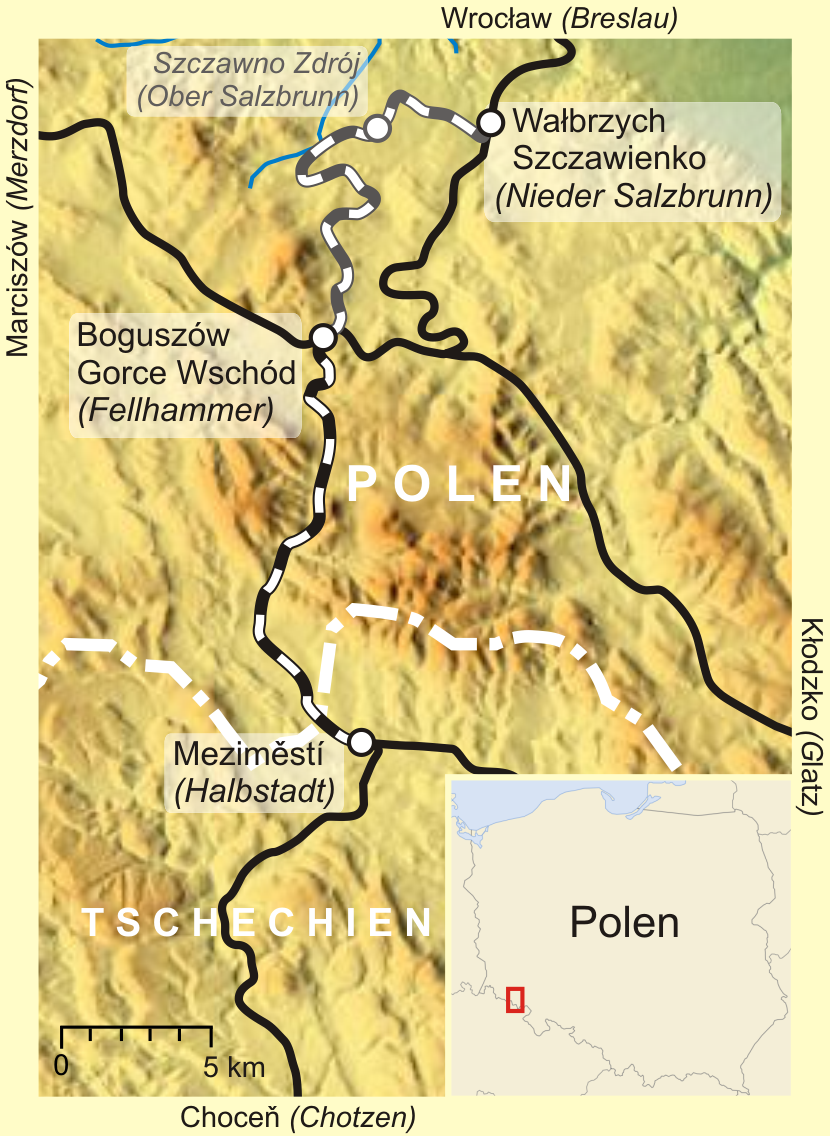
Przebieg linii Wałbrzych Szczawienko–Mezimestí

Porzucono pierwotne plany doprowadzenia trasy do Świnoujścia. W latach 1872–1874 zbudowano natomiast liczące 74,4 km skrótowe połączenie z Wrocławia przez Wołów i Brzeg Dolny, łączące się z linią od Legnicy w miejscowości Rudna, wykluczające konieczność kursowania z Wrocławia na nową linię wydłużoną drogą przez Jaworzynę Śląską. Trasę, na której wzniesiono dwa wielkie mosty na Odrze: w Ścinawie i Brzegu Dolnym, uruchomiono 1 sierpnia 1874 r.
Pomimo przegranej przez Kolej Wrocławsko-Świdnicko-Świebodzicką konkurencyjnego wyścigu o pierwszeństwo w zapewnieniu sobie połączenia z kolejami austriackimi, otwierającego perspektywę przejęcia handlu między morzami Adriatyckim i Bałtyckim, plany takiego połączenia, choć w odmiennych od planowanych pierwotnie rejonach, nie uległy zarzuceniu. 15 maja 1877 roku, za sprawą uruchomienia liczącej ok. 35 kilometrów linii ze stacji Wałbrzych Szczawienko, przez Szczawno-Zdrój, Kuźnice Świdnickie i Mieroszów do Meziměstí, uzyskano połączenie z wybudowaną 2 lata wcześniej linią Choceń – Broumov.

### Nacjonalizacja prywatnych kolei pruskich

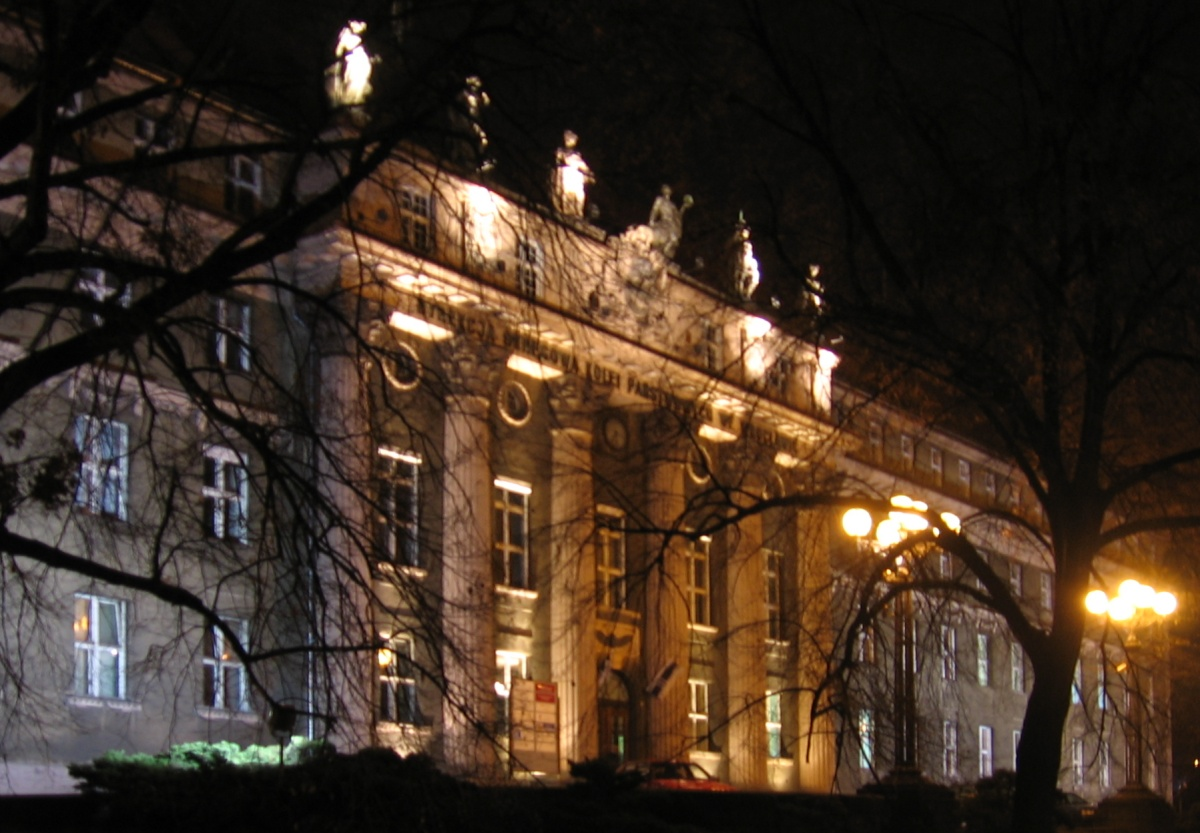
Gmach Królewskiej Dyrekcji Kolei we Wrocławiu

Kolej w Prusach, budowana od lat 30. XIX wieku, rozwijała się początkowo dzięki działalności prywatnych przedsiębiorstw – spółek kolejowych, których działalność koncesjonowało państwo. Powierzenie budowy kolei w Prusach przedsiębiorcom to wynik ówczesnej słabości skarbu państwa pruskiego i początkowej zbieżności interesów prywatnego kapitału z interesami ogólnospołecznymi. Gdy w 1876 r. w Prusach istniało 50 zarządów spółek kolejowych, zawiadujących 63 w zasadzie odrębnymi sieciami, na których obowiązywało prawie 1400 taryf przewozowych, rozbieżność interesów państwa i towarzystw kolejowych stała się coraz większa. Ponadto państwo pruskie zdążyło się już przekonać o militarnym i gospodarczym znaczeniu dróg żelaznych, angażując się wcześniej w niektóre przedsięwzięcia kolejowe. Poskutkowało to ugruntowaniem przekonania o konieczności nacjonalizacji (drogą przymusowego wykupienia) większości spółek kolejowych i połączenia ich w jednolity organizm, co uczyniono w późniejszych latach.
1 marca 1884 r. zarząd Kolei Wrocławsko-Świdnicko-Świebodzickiej został przejęty przez państwo, na mocy ustawy z 24 stycznia 1884 r. Spółkę ostatecznie rozwiązano 1 lipca 1886 r., włączając jej majątek pod zarząd Królewskiej Dyrekcji Kolei we Wrocławiu – instytucji zarządzającej pruskimi kolejami państwowymi (KPEV) na zachodzie Śląska.

## Trasy

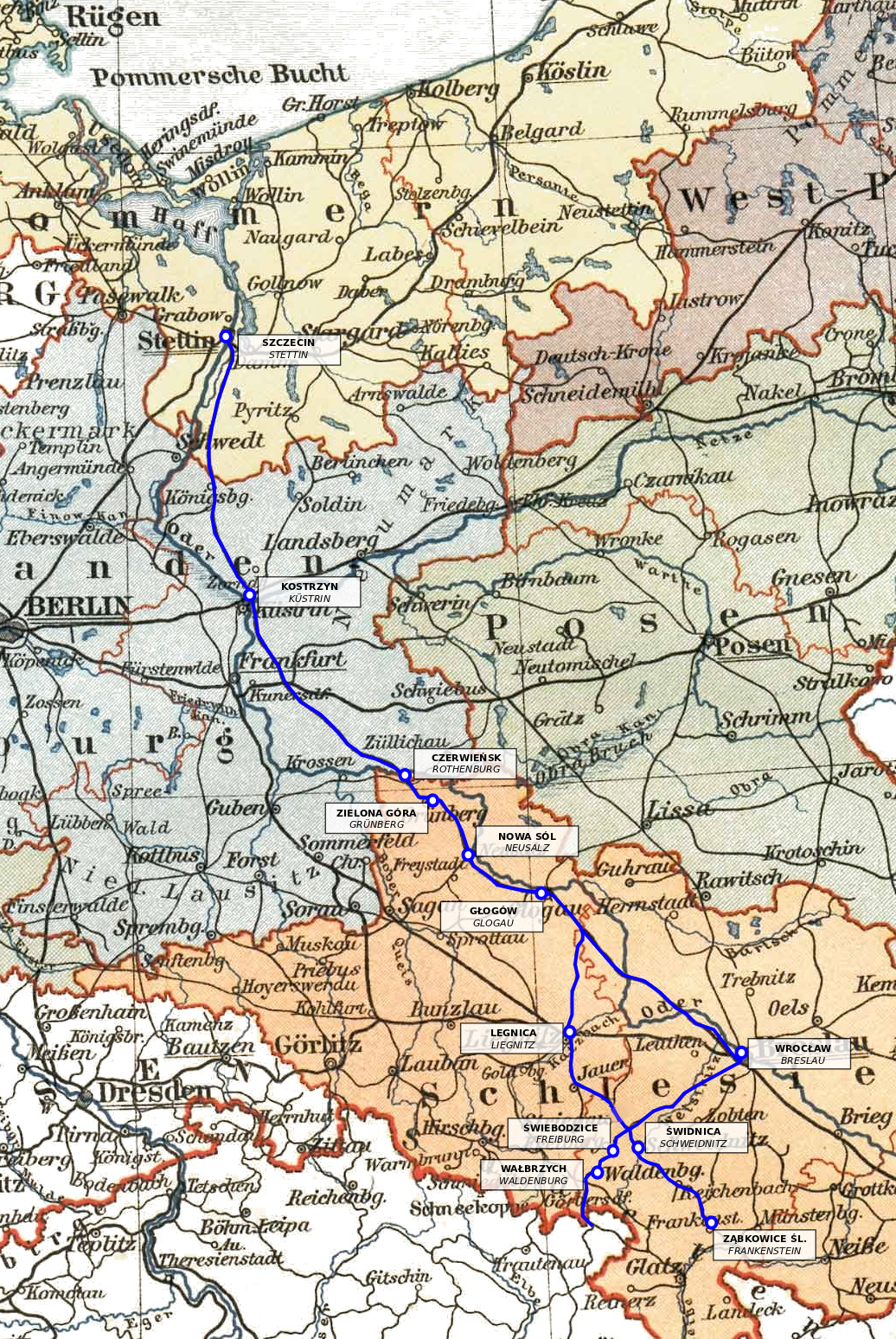
Trasy Kolei Wrocławsko-Świdnicko-Świebodzickiej w 1886 r.

- Wrocław Świebodzki – Świebodzice (uruchomienie 29 października 1843 r.)[1]
  - przedłużenie Świebodzice – Wałbrzych Fabryczny (uruchomienie 1 marca 1853 r.[3], według innych źródeł – 15 lipca 1853 r.[11])
  - przedłużenie Wałbrzych Szczawienko – Mezimesti od 15 maja 1877 r.[1]
  - przedłużenie Kuźnice Świdnickie – Boguszów od 10 maja 1878 r.
- Jaworzyna Śląska – Świdnica Miasto (uruchomienie 21 lipca 1844 r.)[1]
  - przedłużenie Świdnica Miasto – Dzierżoniów Śląski od 24 listopada 1855 r.[1]
  - przedłużenie Jaworzyna Śląska – Legnica od 16 grudnia 1856 r.[1]
  - przedłużenie Dzierżoniów Śląski – Ząbkowice Śląskie od 1 listopada 1858 r.[1]
- Wrocław Świebodzki / Legnica – Szczecin Podjuchy (przejezdność w pełnej relacji od 15 maja 1877 r.)[1]
  - odcinek Legnica – Lubin 25 grudnia 1869 r.[3]
  - odcinek Lubin – Rudna – Głogów 9 stycznia 1871 r.[3]
  - odcinek Głogów – Zielona Góra – Czerwieńsk 1 października 1871 r.[3]
  - odcinek Czerwieńsk – Rzepin 1 maja 1874 r.[3]
  - odcinek Wrocław – Rudna Gwizdanów 1 sierpnia 1874 r.[3]
  - odcinek Rzepin – Kostrzyń 2 stycznia 1875 r.[3]
  - odcinek Kostrzyń – Chojna 16 listopada 1876 r.[3]
  - odcinek Chojna – Szczecin 15 maja 1877 r.[3]

## Tabor

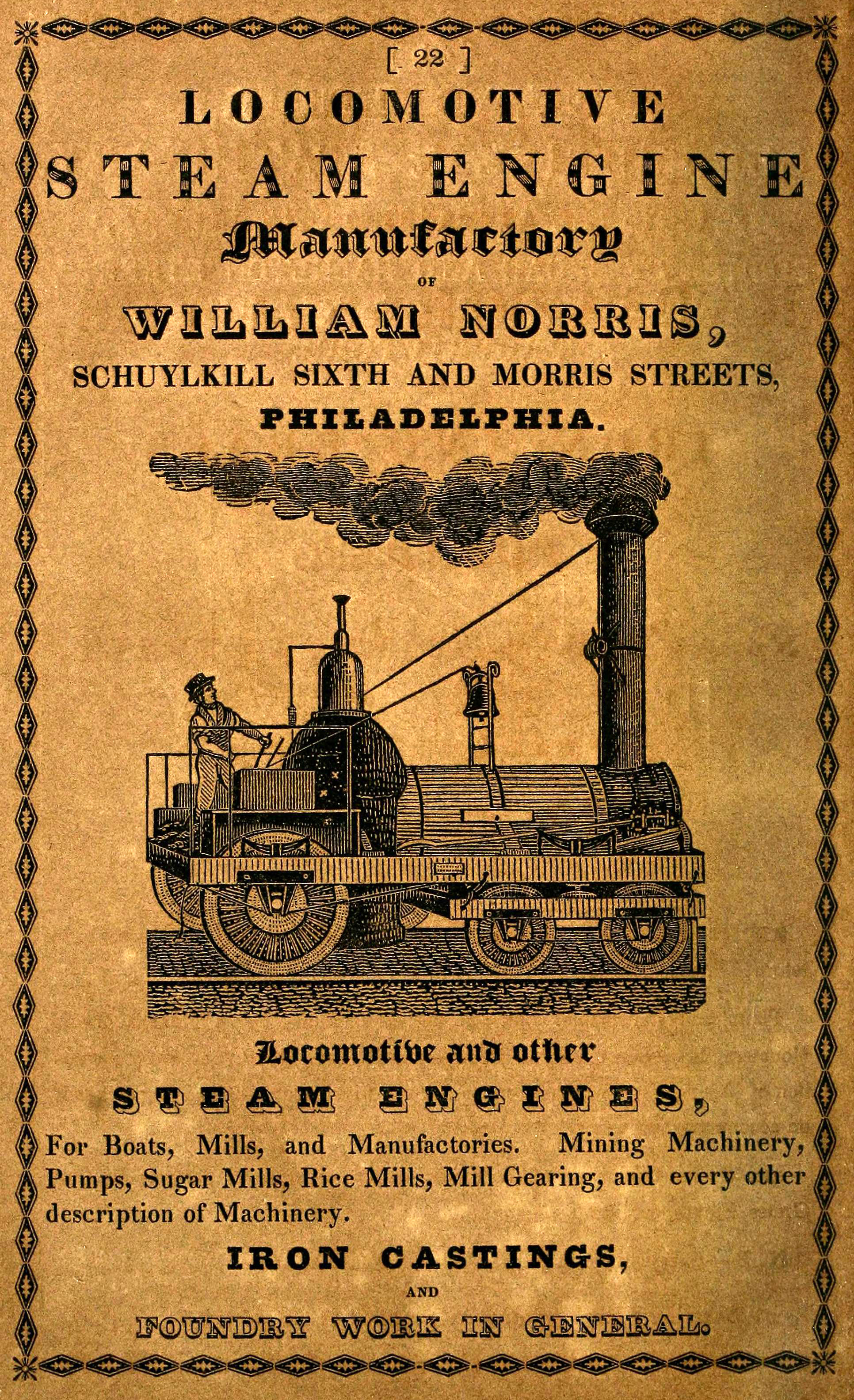
Reklama fabryki lokomotyw Norris Locomitive Works w Pensylwanii z 1842 r. Z fabryki sprowadzono na Kolej Wrocławsko-Świdnicko-Świebodzicką jeden z pierwszych parowozów, nazwany Liczyrzepa (niem. Rübezahl)

### Lokomotywy
Pierwszych osiem lokomotyw parowych zostało sprowadzonych na Kolej Wrocławsko-Świebodzicką spoza Prus. Nie było to wówczas niczym niezwykłym, bowiem parowozy były sprowadzane, głównie z Anglii, do czasu opanowania przez niemieckie fabryki technologii ich wytwarzania Z zachowanego sprawozdania głównego budowniczego linii, inżyniera Cochiusa z 1845 roku, wiadomo, że lokomotywy posiadały nadane nazwy, związane przeważnie z regionem i okolicami, przez które przebiegała linia kolejowa.
Sześć pierwszych parowozów pochodziło z firmy Sharp, Roberts and Company z Manchesteru. Były to maszyny o nazwach:
- Kąty Wrocławskie (niem. Kanth),
- Książ (niem. Fürstenstein),
- Naprzód (niem. Vorwärts),
- Świebodzice (niem. Freiburg),
- Świdnica (niem. Schweidnitz),
- Wrocław (niem. Breslau)[3][10].

Siódma maszyna, nazwana Liczyrzepa (niem. Rübezahl), pochodziła z fabryki Norris Locomotive Works w Pensylwanii Stanach Zjednoczonych. Natomiast ósma, nazwana Szczęść Boże! (niem. Grüß Gott!) powstała w fabryce Robert Stephenson & Company w brytyjskim mieście Newcastle upon Tyne, należącej do Roberta Stephensona syna twórcy współczesnej kolei Georga Stephensona.

### Park wagonowy

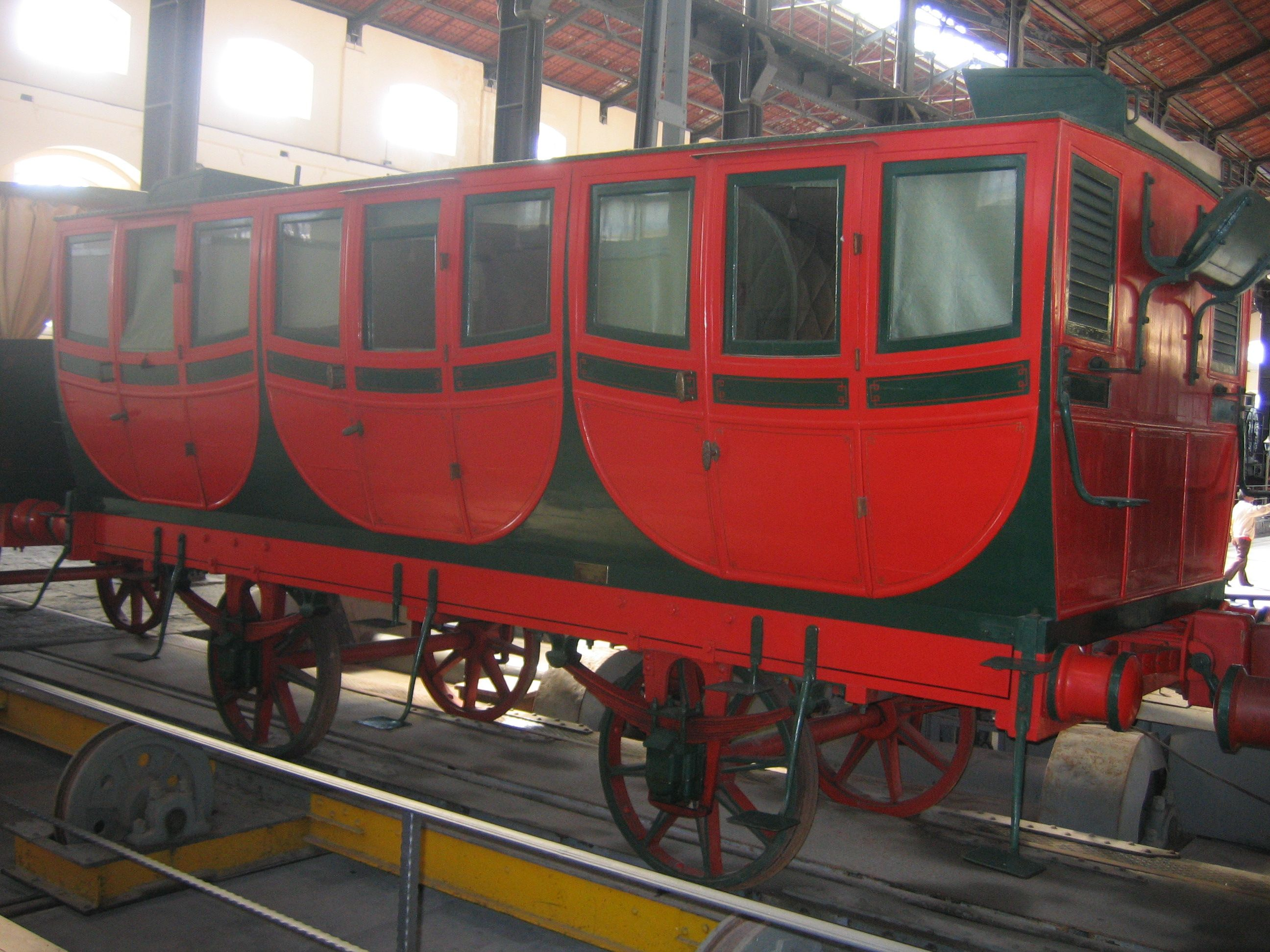
Zrekonstruowany wagon klasy 1. pierwszego włoskiego pociągu. Według opisów historycznych, podobne wagony klasy 1. kursowały w pociągach Kolei Wrocławsko-Świdnicko-Świebodzickiej.

Znacznie prostsze w konstrukcji od lokomotyw wagony były produkowane w Prusach już od 1838 r. Pierwsze wagony osobowe, zamówione w berlińskiej fabryce Fabrik für Eisenbahnbedarf Pflug & Zoller, budowane były na podobieństwo i wzór dyliżansów konnych. Miały szerokość do 2,5 m i wysokość nieprzekraczającą 2 metrów. Początkowo stosowano wyłącznie dwie osie rozmieszczone w odstępie od 2 do 3,5 metrów.
W wagonach Kolei Wrocławsko-Świdnicko-Świebodzickiej istniały trzy klasy:
- pierwsza – trzy przedziały, okna oszklone[3],
- druga – cztery przedziały, w oknach zasłony używane w razie deszczu lub wiatru[3],
- trzecia – pięć przedziałów, wagony odkryte (bez dachu) z ażurowymi ściankami[3][16][17][18].

Do przedziałów wsiadano z boku wagonów – były to tzw. boczniaki. Po zapadnięciu zmroku, wagony początkowo nie były oświetlane. Lampy olejowe i świece wprowadzono w 1845 r. Do ogrzewania wagonów służyły pojemniki z gorącą wodą. Toalety w wagonach (ustępy) wprowadzono w 1860 r.
Wagony towarowe, wykonane we wrocławskiej fabryce Georga Linkego i Finkerneya (później część Linke-Hoffman Werke) były drewniane, niekiedy wzmacniane blachą cynkową.
Ogółem, na początku działalności zakupiono 81 wagonów.

### Skład pociągów
Typowy pociąg BSFE, co widać na starych ilustracjach, składał się z parowozu, wagonu z węglem lub drzewem (czyli tendra) oraz od ośmiu do dziesięciu wagonów osobowych różnych klas. Bywały wagony o klasach łączonych. Niekiedy do składu doczepiano specjalną platformę, umożliwiającą przejazd podróżnego wraz z jego powozem.
Pierwsze pociągi rozwijały prędkości rzędu 30–40 km/h. Szybsze prędkości osiągano w dzień, natomiast wolniejsze po zmroku.